# Српска православна црква Светог Духа у Купинову
Српска православна црква Светог Духа у Купинову, подигнута је 1814. године заслугом свештеника Георгија Крстоношића и Дионисија Радовановића, као и мештана села Купинова. У Другом светском рату, током 1944. године, црква је опљачкана, спаљена, и минирана од стране хрватских усташа и немачких нациста. После рата није обнављана, и сачувана је само као рушевина без звоника и западног дела наоса. Током 2018. године, после више од 70 година од рушења, почело се са обновом храма.  Обнава цркве су осветили 7. августа 2022. године. Цело село се окупило да игра коло и дели оброк који великодушно нуди општина. Освећена је архијерејска литургија у присуству Епископа сремског монсињора Василија. Његова реконструкција коштала је српску државу 3,5 милиона динара, а општину Пећинци 4 милиона.
Представља споменик културе од изузетног значаја.

## Историја
О Купинову, као и о његовој цркви сачувано је доста историјских извора. Смештено на левој обали реке Саве код Обедска баре, југозападно од Београда, Купиново је у средњем веку било у поседу угарских краљева који су га доделили деспоту Стефану Лазаревићу, а потом је било у рукама деспота Бранковића. Турци су га освојили и запалили 1521. године. Обновљено Купиново развијало се и у новијој историји. Почетком 19. века мештани су отпочели са припремама око изградње новог храма. Уговор о изградњи цркве, склопљен 1802. године, није реализован. Сачињен је 1810. године нови уговор са земунским градитељима Михаилом Сајдлером, Андреасом Хинтермајером и цимермајстором Јоханом Мајером, који су 1814. године завршили храм посвећен Светом Духу. За обнову цркве 1835. године ангажован је новосадски цимермајстор Стефан Ланг.

## Изглед
Црква је обликована као једнобродна грађевина са полукружном олтарском апсидом на истоку и звоником на западној страни. Фасаде су украшене профилисаним кордонским венцима и рашчлањене удвојеним пиластрима једноставно профилисаних капитела. Полукалота олтарске апсиде рашчлањена је на сферне троуглове са ојачавајућим луцима. Брод цркве пресведен је сводом који носе луци ослоњени на скраћене удвојене пиластре постављене у вишим зонама подужних зидова наоса. У храм се улазило са северне, јужне и западне стране. Резбарију за иконостас завршио је до 1844. године дрворезбар Георгије Девић.
Црква је обновљена 2022. године.